# Lidi Remmelzwaal

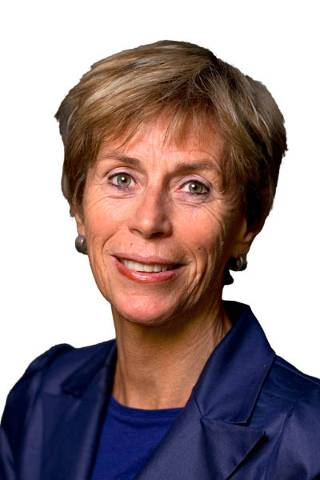
Lidi Remmelzwaal

Alida „Lidi“ Petronella Remmelzwaal (* 16. November 1950 in Leiden) ist eine niederländische Diplomatin. Sie ist Vorsitzende des Aufsichtsrates von World Waternet. Zwischen 2002 und 2016 war sie niederländische Botschafterin in verschiedenen Ländern. 

## Leben
An der Universität Wageningen machte sie 1975 einen Abschluss als Ingenieurin. Sie studierte dort Lebensmitteltechnologie und tropische Landwirtschaft. Von 1976 bis 1979 arbeitete sie für Nuffic, eine niederländische Universitätsstiftung für internationale Zusammenarbeit. Von 1980 bis 1983 arbeitete sie für das Gesundheitsministerium Mosambiks. In der niederländischen Botschaft in Mosambik war sie 1984/85 als Lebensmittelexpertin eingesetzt. Von 1985 bis 1991 war sie im niederländischen Landwirtschaftsministerium Direktorin für Entwicklungszusammenarbeit. Im niederländischen Außenministerium war sie von 1991 bis 1995 ebenfalls Direktorin für Entwicklungszusammenarbeit und von 1995 bis 1999 in der Abteilung für Fonds und Programme der Vereinten Nationen.
Sie ist verheiratet.

## Diplomatischer Werdegang
Von 1999 bis 2002 war sie stellvertretende Botschafterin und Leiterin der Entwicklungszusammenarbeit in der niederländischen Botschaft in Sambia. Von 2002 bis 2006 war Lidi Remmelzwaal Botschafterin in Mosambik, von 2006 bis 2010 Botschafterin in Ghana, mitakkreditiert für Togo und die Elfenbeinküste. 2010 kehrte sie in die Niederlande zurück und war Inspektorin im Auswärtigen Dienst.
Von 2013 war als Nachfolgerin von Hans Blankenberg die niederländischen Botschafterin in Äthiopien, mitakkreditiert für Dschibuti sowie bei der Afrikanischen Union (seit dem 24. April 2014), der Intergovernmental Authority on Development und der Wirtschaftskommission für Afrika. Sie trat Ende 2016 ab, ihr folgte Bengt van Loosdrecht. Daraufhin wurde sie interimistisch Botschafterin für die Niederlande in Jordanien. Im September 2017 schied sie aus dem diplomatischen Dienst aus.
Seit 2017 ist Remmelzwaal Vorsitzende Aufsichtsrates von World Waternet. World Waternet ist eine niederländische Nichtregierungsorganisation, die sich für die Wasserthemen der Ziele für nachhaltige Entwicklung einsetzt.